# Przygody Tomka Sawyera (film 1938)
Przygody Tomka Sawyera (ang. The Adventures of Tom Sawyer) – amerykański film z 1938 roku w reżyserii Normana Tauroga i George’a Cukora na podstawie powieści o tym samym tytule.

## Obsada
- Tommy Kelly – Tomek Sawyer
- Jackie Moran – Huckelberry Finn
- Ann Gillis – Becky Thather
- May Robson – ciotka Polly
- Mickey Rentschler – Joe Harper
- David Holt – Sid Sawyer
- Marcia Mae Jones – Mary Sawyer

## Wersja polska
Opracowanie i udźwiękowienie wersji polskiej: Studio Opracowań w Łodzi

Reżyser: Mirosław Bartoszek

Teksty polskie: Janina Balkiewiczowa, Jan Czarny

Operator dźwięku: Grzegorz Sielski

Montaż: Janina Michalska

W wersji polskiej udział wzięli:
- Andrzej Bartoszek – Tomek Sawyer
- B. Jaworska – Becky Thatcher
- Krystyna Chimanienko – Huckelberry Finn

## Premiera
Oficjalna premiera odbyła się 17 lutego 1938 roku w Music Hall Broadway w Nowym Jorku. W 1954 roku film wznowiono w skróconej wersji do 77 minut.
W Polsce film miał premierę 25 listopada 1938 roku, gdzie w niektórych kinach był puszczany pt. Przygody Tomka Sawycza. Polska re-premiera, z polskim dubbingiem odbyła się w grudniu 1961 roku i była dystrybuowana w podwójnym pokazie z krótkometrażowym Grzybobranie, drzewa... Ośrodka Usług Filmowych z 1959 roku lub dokumentem Wędrówki Świętokrzyskie WFO.